# Comines

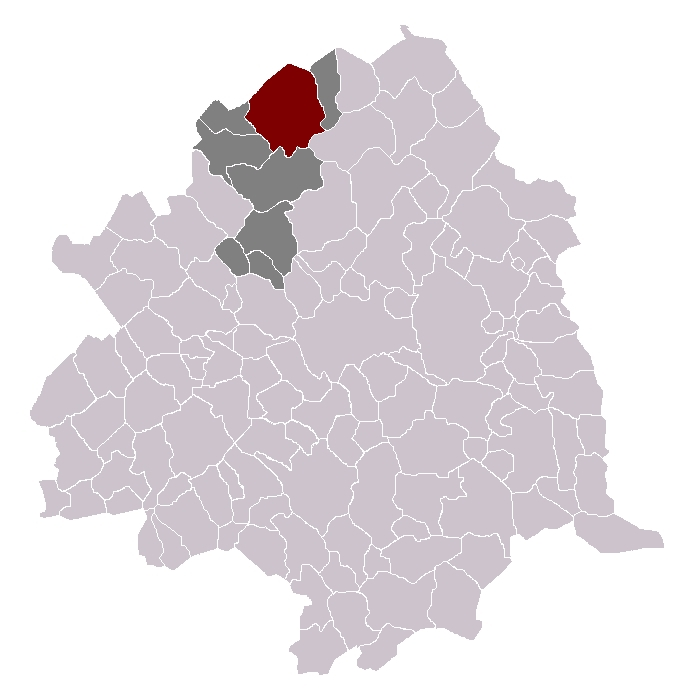
Localització de Comines

Comines (en neerlandès Komen) és un municipi francès, situat a la regió dels Alts de França, al departament del Nord. L'any 2006 tenia 12.107 habitants. Limita al nord-oest amb Comines-Warneton, al nord-est amb Wervik, a l'est amb Wervicq-Sud, al sud-est amb Linselles, al sud amb Quesnoy-sur-Deûle i al sud-oest amb Deulemonde.
L'antiga senyoria de Comines (de vegades escrit Commines) era un feu del comtat de Flandes es trobava a ambdós costats del riu Leie. Va ser dividida en dues parts, quan al segle xvii Lluís XIV va anexionar les terres al marge dret del riu que va esdevenir la frontera.

## Demografia
| Evolució de la població Cassini i INSEE |       |       |       |       |       |       |       |       |
| 1793                                    | 1800  | 1806  | 1821  | 1831  | 1836  | 1841  | 1846  | 1851  |
| 4 704                                   | 4 567 | 4 777 | 5 181 | 5 316 | 5 418 | 5 161 | 5 225 | 5 298 |

| 1856  | 1861  | 1866  | 1872  | 1876  | 1881  | 1886  | 1891  | 1896  |
| ----- | ----- | ----- | ----- | ----- | ----- | ----- | ----- | ----- |
| 5 380 | 5 838 | 6 246 | 6 353 | 6 409 | 6 637 | 7 035 | 7 422 | 7 527 |

| 1901  | 1906  | 1911  | 1921  | 1926  | 1931  | 1936  | 1946  | 1954  |
| ----- | ----- | ----- | ----- | ----- | ----- | ----- | ----- | ----- |
| 8 129 | 8 431 | 8 575 | 4 248 | 6 397 | 6 812 | 6 964 | 7 199 | 8 288 |

| 1962  | 1968   | 1975   | 1982   | 1990   | 1999   | 2006 | 2011 | 2016 |
| ----- | ------ | ------ | ------ | ------ | ------ | ---- | ---- | ---- |
| 9 040 | 10 128 | 10 485 | 10 915 | 11 320 | 11 952 | -    | -    | -    |

| 2019 | - | - | - | - | - | - | - | - |
| ---- | - | - | - | - | - | - | - | - |
| -    | - | - | - | - | - | - | - | - |

## Administració
| Període    | Identitat        | Partit |
| ---------- | ---------------- | ------ |
| 1919-1925  | Vincent Cousin   |        |
| 1925-1944  | Pierre Meurillon |        |
| 1944-1946  | Maurice Delporte |        |
| 1946-1947  | Leo Simoens      |        |
| 1947-1970  | Charles Legrand  |        |
| 1970-1971  | André Montaigne  |        |
| 1971-1977  | Michel Rubben    |        |
| 1977-1988  | Marcel Chateau   | PCF    |
| 19886-1989 | Jean Dillies     |        |
| 1989-2006  | Henri Segard     |        |
| 2006 -     | Alain Detournay  | UMP    |